# Islamista
L'islamista è lo studioso degli aspetti strutturali del pensiero e della spiritualità islamica ; la disciplina correlata è l'islamistica. 
Successivamente all'esplosione del fenomeno del terrorismo di matrice fondamentalista, i mezzi di comunicazione d'Italia hanno adottato il francese islamiste[s] per indicare i militanti di quelle organizzazioni. Venendo incontro all'ampio uso fattone dalla stampa scritta e parlata, nel Vocabolario Treccani il lemma islamista ha quindi assunto tale accezione (2): «Sostenitore (anche fanatico) dell'islamismo come unica religione; fondamentalista islamico»  . Ad ogni modo, secondo altri, se questo significato è lecito in francese (in cui gli studiosi dell'Islam sono definiti perlopiù islamologue[s]), non è invece corretto per una lingua – quale l'Italiano – che d'abitudine non ricorre al termine "islamologo".